# Паделіха
Паделі́ха (рос. Паделиха) — невелика річка на північному сході Удмуртії, права притока річки Кама. Протікає територією Кезького та Балезінського районів Удмуртії.
Річка бере початок на схилах Верхньокамської височини на території Кезького району. Протікає спочатку на північний захід, потім русло повертає на захід, нижня течія спрямована знову на північний захід. Береги заліснені, місцями заболочені. Приймає невеликий струмок праворуч.
Над річкою не розташовано населених пунктів.
| Річка | Це незавершена стаття про річку. Ви можете допомогти проєкту, виправивши або дописавши її. |

| Прапор Удмуртії | Це незавершена стаття про Удмуртію. Ви можете допомогти проєкту, виправивши або дописавши її. |